# Blindness
Blindness is een Amerikaanse thriller-dramafilm uit 2008 onder regie van Fernando Meirelles. Hij baseerde het verhaal op dat uit het boek De stad der blinden (originele titel: Ensaio sobre a cegueira) van José Saramago. De film werd genomineerd voor de Gouden Palm op het Filmfestival van Cannes en won meer dan tien andere prijzen daadwerkelijk, waaronder de publieksprijs op het Filmfestival van Sitges.
Blindness was de openingsfilm van het Filmfestival van Cannes 2008. De personages in het verhaal worden niet bij naam genoemd. Verschillende shots in de film zijn exacte uitbeeldingen van schilderijen van Lucian Freud.

## Verhaal
In een grote - naamloze - Amerikaanse stad wordt een automobilist van Japanse afkomst (Yusuke Iseya) van het een op het andere moment en zonder zichtbare aanleiding compleet blind terwijl hij in de file staat. Een toevallige passant (Don McKellar) brengt hem in zijn eigen auto naar huis om daar op zijn echtgenote te wachten en gaat er vervolgens met de auto vandoor. De verblinde man komt hierachter wanneer zijn vrouw (Yoshino Kimura) thuiskomt en zijn autosleutels onvindbaar zijn. Zij brengt hem naar de oogarts (Mark Ruffalo).
De oogarts geeft de verblinde man vanwege zijn uitzonderlijke situatie voorrang op de rest van de morrende wachtkamer, met daarin onder meer de receptioniste (Susan Coyne), een prostituee van Braziliaanse afkomst (Alice Braga), een klein jongetje (Mitchell Nye) met zijn moeder (Fabiana Guglielmetti) en een kalme zwarte man op leeftijd met een ooglapje (Danny Glover). De oogarts heeft geen idee wat de man mankeert want anatomisch is er niets kwalijks te ontdekken aan diens ogen. Bovendien vertelt de blinde man dat hij één groot wit niets ziet, in plaats van zwart zoals bij normale blindheid.
Kort daarop breekt het ene na het andere geval van dezelfde soort blindheid met steeds grotere snelheid uit onder de bevolking van de stad en blijkt er niemand met enig idee wat er aan de hand is. De overheid haalt vervolgens alle blinden van de straat en sluit ze samen op in een groot kamp dat in complete quarantaine geplaatst wordt. Het wordt hierbinnen met de dag drukker en de bemoeienis van buitenaf beperkt zich tot de aanlevering van een beetje voedsel. Ook de oogarts zelf belandt hier, nadat hij waarschijnlijk werd geïnfecteerd door de oorspronkelijke patiënt en zijn wereld compleet wit is geworden. Zijn echtgenote (Julianne Moore) blijkt als enige immuun voor de blindheid. Zij doet niettemin alsof ze ook niets ziet, zodat ze met haar man mee kan.

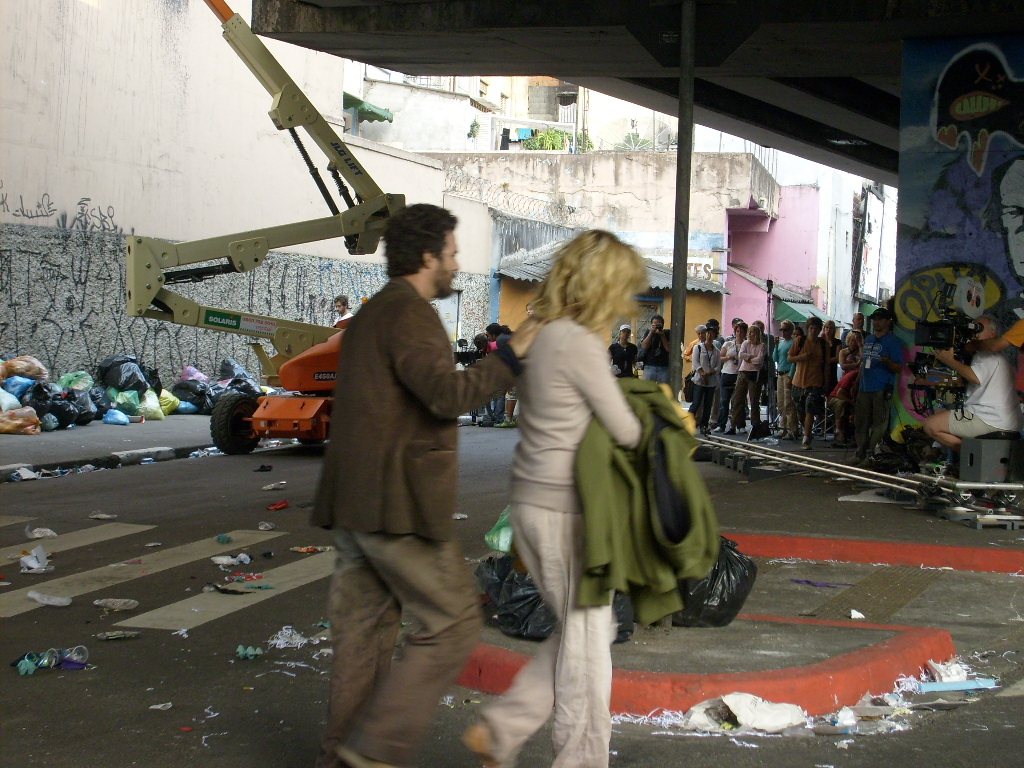
Mark Ruffalo en Julianne Moore tijdens de opname.

De oogarts en zijn vrouw komen in gevangenschap opnieuw in contact met onder andere zijn assistente, de prostituee, de man met het ooglapje en de moeder met haar kind. Samen vormen ze een sociale groep die het beste met de anderen voorheeft. De oogarts komt er in een andere zaal achter dat niet iedereen van plan is zijn tijd in gevangenschap vreedzaam door te brengen. Een opgesloten barman in zaal drie (Gael García Bernal) roept zichzelf uit tot 'koning van zaal 3' en kan in die hoedanigheid rekenen op de steun van zijn zaalgenoten. Hij is enkel uit op zaken in het belang van zaal 3 en alle anderen mogen van hem naar de maan lopen.
De situatie escaleert wanneer het aantal patiënten te groot wordt voor de beschikbare voedselvoorraad. Zaal 3 neemt daarop alle voedsel met machtsvertoon en bewapend met een revolver in. De schaarse rantsoenen zijn vanaf dat moment alleen nog bij hen verkrijgbaar tegen betaling van goederen als sieraden en gebruiksvoorwerpen. Wanneer ook die op zijn, eist zaal 3 vrouwen van andere zalen om seksuele handelingen te plegen in ruil voor voedsel. Negen noodgedwongen vrijwilligers dienen zich aan, maar de dwangmatige orgie vindt zo hardhandig plaats dat een van de vrouwen het niet overleeft. De echtgenote van de oogarts is er op dat moment zo klaar mee dat ze met een schaar 'de koning van zaal 3' ombrengt, haar geheim onthult dat zij als enige binnen kan zien en de macht opeist.
Wanneer zij de bewaking van het complex wil aanspreken, komt er geen reactie. De deur naar buiten blijkt niet meer op slot. Ze leidt daarop haar sociale groep naar buiten, waar de hele wereld verblind en in puin blijkt te zijn geraakt. De straten zijn enkel nog bevolkt door om zich heen tastende mensen op zoek naar voedsel, die alle compassie voor hun medemens verloren hebben in hun drang om zelf te overleven. De echtgenote van de oogarts leidt daarop haar man en hun nieuwe vrienden naar hun huis, waar ze welkom zijn om te verblijven.

## Rolverdeling
- Julianne Moore - vrouw van de dokter
- Mark Ruffalo - dokter
- Danny Glover - man met ooglap
- Gael García Bernal - barman/koning van zaal 3
- Maury Chaykin - accountant
- Alice Braga - vrouw met donkere bril
- Sandra Oh - minister van Gezondheid
- Don McKellar - dief
- Yusuke Iseya - eerste blinde man